# Rhinosimus corticalis
Rhinosimus corticalis là một loài bọ cánh cứng trong họ Salpingidae. Loài này được Olliff miêu tả khoa học năm 1889.